# Радченко Іван Іванович
Іван Іванович Радченко (10 жовтня 1874, Конотоп — 1 травня 1942, Соль-Ілецьк) — російський політичний діяч, революціонер. Молодший брат С. І. Радченко (своєрідний «дует» революціонерів «Брати Радченко»).

## З життєпису
Народився в сім'ї небагатого лісопромисловця. Після закінчення двокласного повітового училища працював учнем на лісопильному заводі, прикажчиком на лісових розробках. У 1895 році переїздить до Петербурга і працює в управлінні Миколаївської залізниці, з 1898 табельщиком на Іжорському заводі.
Член петербурзького «Союзу боротьби за визволення робітничого класу». Член РСДРП з 1898 року. Учасник трьох революцій. З 1899 року Іван Іванович стає професійним революціонером. Неодноразово зустрічався з В. І. Леніним. У 1900-х роках — петербурзький агент «Іскри». У листопаді 1902 року був заарештований і засланий до Східного Сибіру. У 1912—1914 рр. організовував торфорозробки споруджуваної першої російської торф'яної електростанції в майбутньому місті Електрогорськ.
У 1918—1931 рр. — голова Главторф, начальник управління «Торфозаводстроя». Одночасно в 1921—1922 рр. — заступник наркомвнешторга, в 1923—1931 рр. — член Президії, заступник голови Главлескома, член Ради Вищого ради народного господарства Української РСР. Автор ряду робіт по торф'яній справі. Написав спогади про Леніна.
У початку 1926 року Івана Іванович на базі торфорозробок Галіцькій Мох створив науково-дослідний торф'яної інститут і став його директором. При інституті організована торф'яна дослідна станція (ТОС), де в 1928 у нього проводила свою відпустку Н. К. Крупська. У 1965 році селище ТОС перейменоване в селище Радченко. У 1977 році тут був відкритий пам'ятник І. І. Радченко, створений музей торф'яної промисловості.
16 серпня 1937 був заарештований. Військовою колегією Верховного суду СРСР 8 лютого 1938 р засуджений до 25 років позбавлення волі. Помер 1 травня 1942 року в Соль-Ілецькій в'язниці. Реабілітований 21 липня 1954 року..

## Сім'я
Батько — Іван Леонтійович Радченко. Дружина — Аліса Іванівна Радченко.
Іван Іванович і його дружина були друзями батьків Надії Сергіївни Аллілуєвої (другої дружини Сталіна). З ними дружила і Світлана Йосипівна Аллілуєва.

## Пам'ять
Іменем І. І. Радченко названі:
- Вулиця Братів Радченко в місті Колпіно;
- селище в Тверській області;
- вулиця в місті Ногінськ, поблизу підстанції історичної лінії «Електропередача»;
- вулиця в місті Електрогорськ поблизу ГРЕС № 3 ім. Р. Е. Классона;
- ДК в селищі Шатурторф [4].

В Конотопі на вулиці Генерала Тхора, 111 розташована пам'ятка історії — Будинок, в якому народилися та провели дитячі і юнацькі роки революційні діячі — брати Радченко С. І. та Радченко І. І. (початок ХХ століття).